# Gustav Hochstetter
Gustav Hochstetter (geboren 12. Mai 1873 in Mannheim; gestorben 26. Juli 1944 im Ghetto Theresienstadt) war ein deutscher Schriftsteller und Dichter.

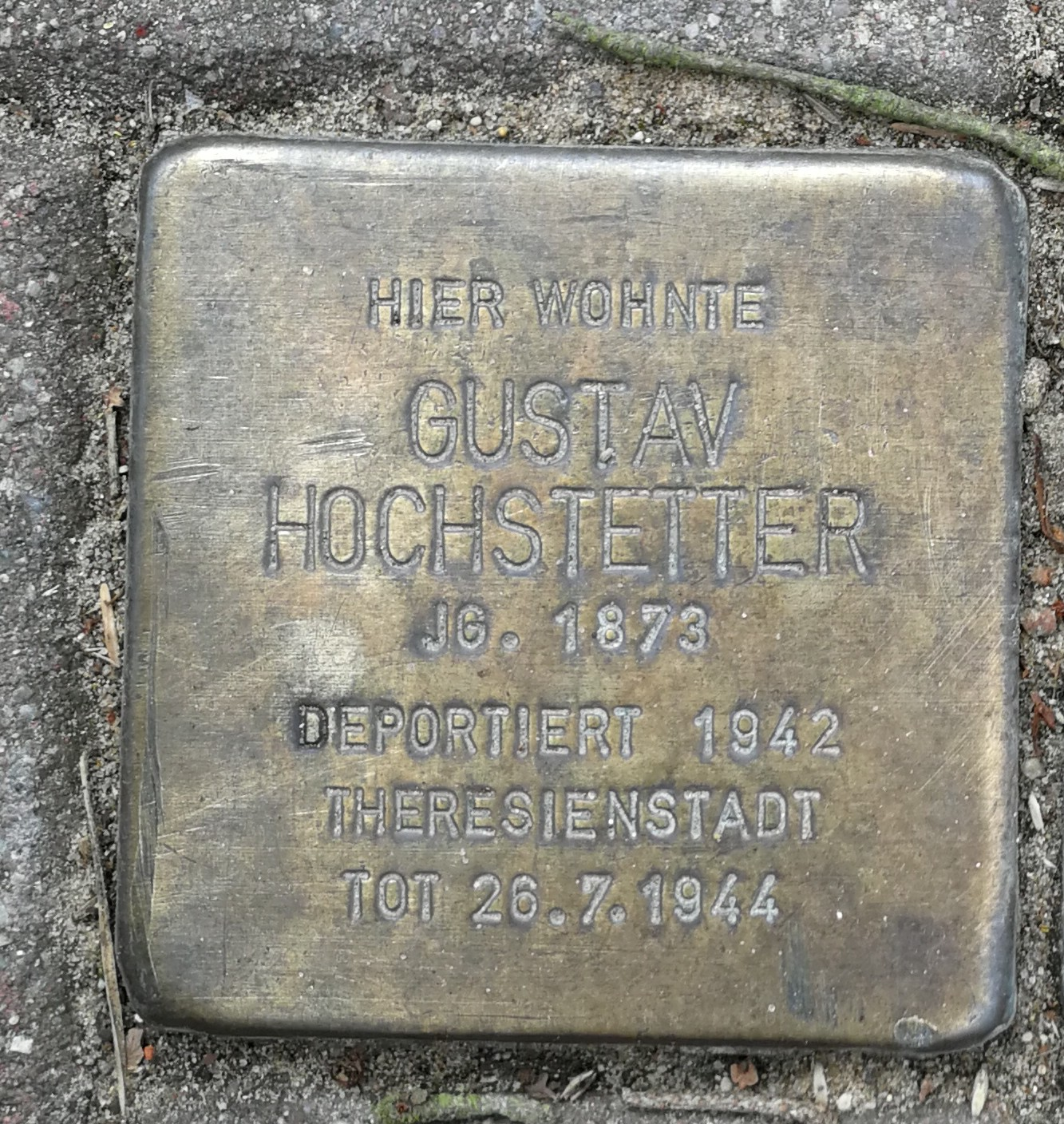
Stolperstein in Bad Saarow-Pieskow, Ortsteil Pieskow, Karl-Marx-Damm 99

## Leben
Gustav Hochstetter, laut seiner Visitenkarte Professor Dr. der Literatur der Universität Brüssel lebte bis 1942 in Pieskow. Zusammen mit Alexander Moszkowski war er von 1903 bis 1923 Redakteur der Lustigen Blätter in Berlin und verfasste humoristische Kolumnen und Verse, die häufig in illustrierten Fassungen (u. a. von Walter Trier) und in hoher Auflage erschienen. Er stand in Korrespondenz mit Wilhelm Busch. Sein Gedicht „Mahnung“ wurde 1901 von Arnold Schönberg für das Überbrettl vertont.
Wegen seiner jüdischen Herkunft wurde er 1942 in das KZ Theresienstadt deportiert, wo er am 26. Juli 1944 starb.

## Rezeption
Geradezu prophetisch ist seine Kurzgeschichte Schweigend wandern, die 1913 im Prager Tagblatt erschien, in der die Auswüchse der modernen Mobiltelefonie beschrieben werden. Ein Firmenchef soll auf ärztlichen Rat durch Wandern in Schweigsamkeit wieder Kraft tanken, da hört er in der Abgeschiedenheit der Berge plötzlich etwas aus seinem Rucksack – seine Frau ruft ihn an: „Ja, ja, Ludwig, da staunst du? Eine Menge Geld hat das Ding gekostet. Eine ganz neue Erfindung: das tragbare, drahtlose Telefon in Miniaturformat.“

## Werke (Auswahl)

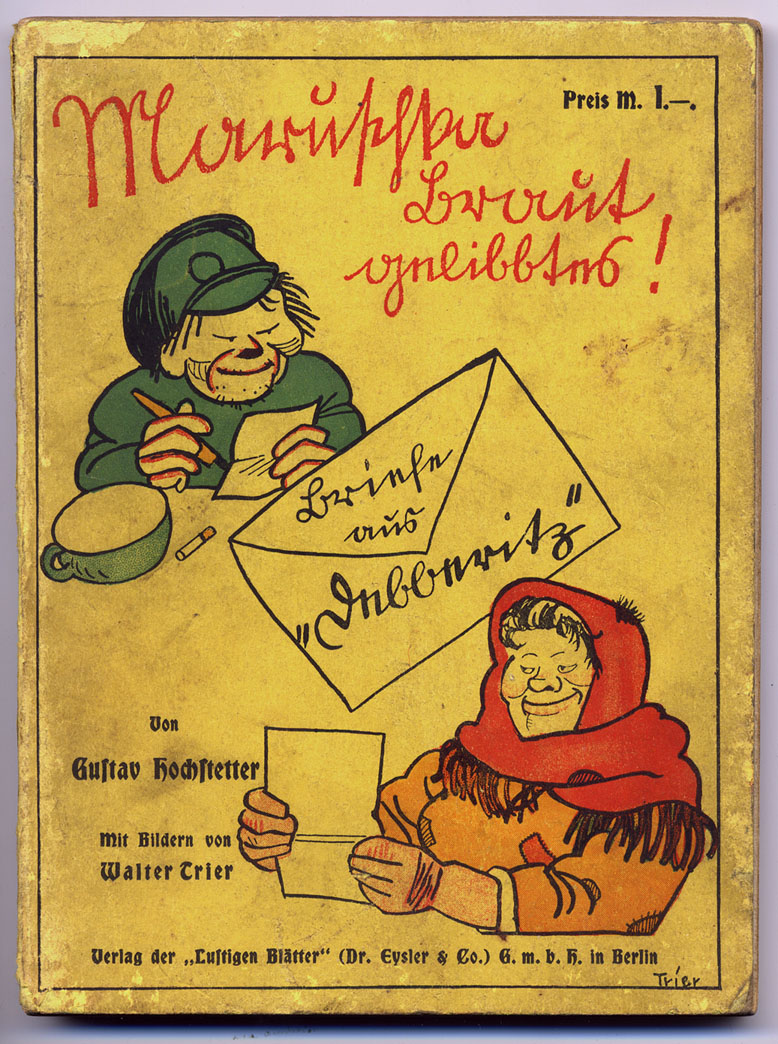
Maruschka Braut gelibbtes – Briefe aus „Debberitz“. Verlag der Lustigen Blätter (1915)

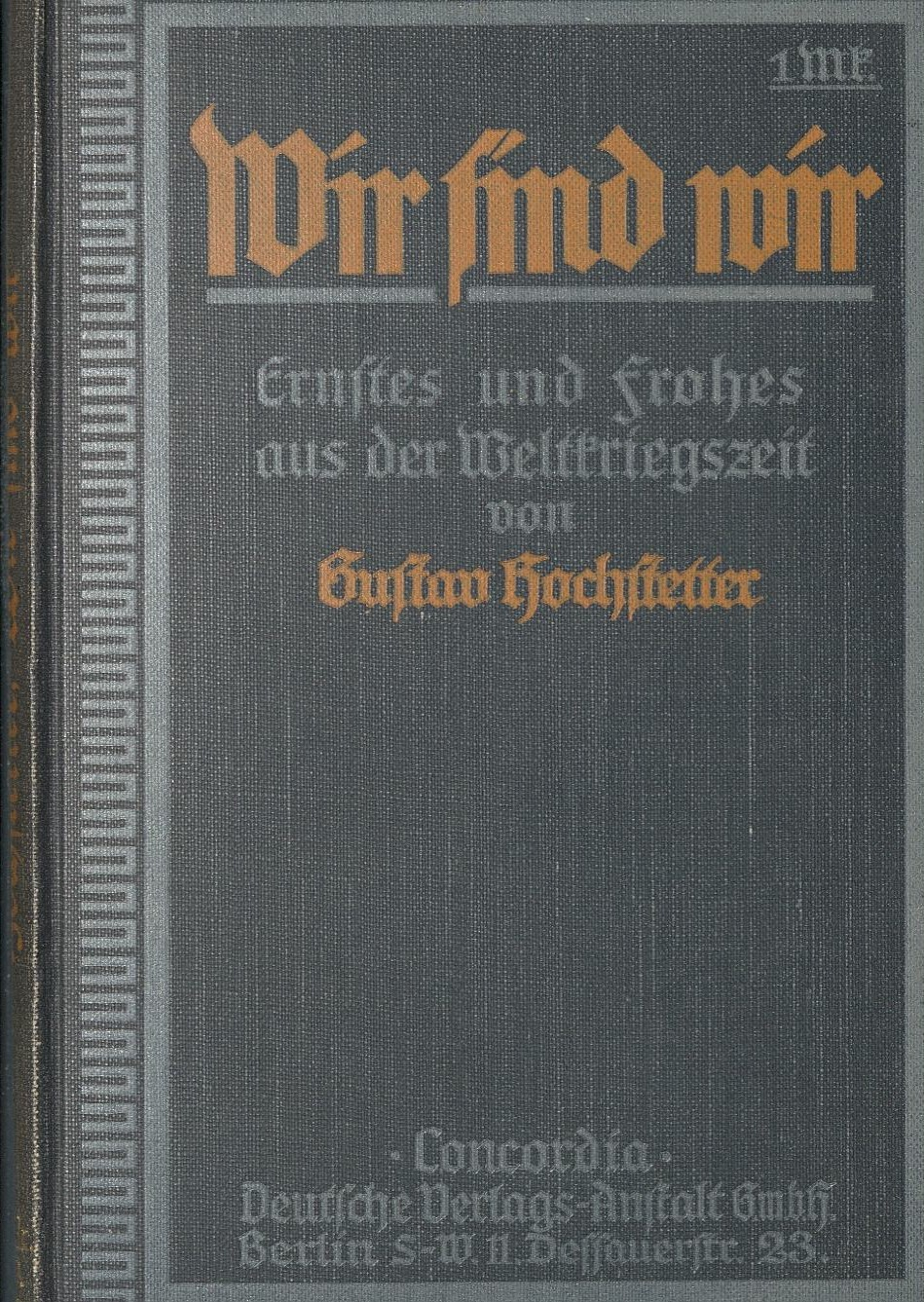
Wir sind wir (1914)

- Führer durch Reutlingen und Umgebung. Palm, Reutlingen 1893.
- Illustrierter Führer durch die Schwäbische Alb von der Teck bis zum Hohenzollern. Strecker & Moser, Stuttgart 1896.
- Warum ist das Invalidenversicherungs-Gesetz unbeliebt? Ein Beitrag zur Ehrenrettung des Gesetzes; Vortrag gehalten im evangelischen Arbeiterverein in Reutlingen am 9. Februar, 1897. Strecker & Moser, Stuttgart 1897.
- Hrsg.: Der Kukuk: Zeitschrift für fröhliche Kunst. Verlag des Kukuks, Hochstetter, Berlin 1902.
- Knigge im Rasiersalon und andere heitere Kleinigkeiten. Concordia, Berlin 1904.
- Prinz Romeo. Illustriert von Finetti. Harmonie, Verlags-Gesellschaft für Literatur und Kunst, Berlin 1906.
- Das Biribi. Hofmann, Berlin 1907.
- Die Tafeln im Walde und andere Feld-, Wald- und Wiesengeschichten. Reclam, Leipzig 1907 (Universal-Bibliothek; 4894).
- Hrsg.: Gaudeamus! Feucht-fröhliche Bilder aus dem Studentenleben. Lustige Blätter, Berlin 1907.
- Galante Stunden. Eysler, Berlin 1909.
- mit Georg Zehden: Mit Hörrohr und Spritze: ein lustiges Buch für Ärzte und Patienten; Karikaturen aus alter und neuer Zeit. Verlag der lustigen Blätter, Berlin 1910.
- Diskretion Ehrensache! Komödie in 3 Aufzügen. Reclam, Leipzig 1910.
- Die Guillotine: Schneidige Humoresken. Harmonie, Berlin 1910.
- Die Heiratsjagd: Roman. Concordia, Berlin 1912.
- Mein buntes Berlin. Humoresken. Berlin 1911.
- Das Füßchen der gnädigen Frau und anderes. illustriert von Franz von Bayros. Müller, Leipzig und München 1912.
- Hundert Frauen. Sally Rabinowitz Verlag, Leipzig 1913.
- D-Zug-Geschichten. Humoresken. Reclam, Leipzig 1913.
- Wir sind wir. Ernstes und Frohes aus der Weltkriegszeit. Concordia, Berlin 1914.
- Hrsg.: Bismarck: historische Karikaturen; 150 Bilder mit Textbeiträgen. Verlag der „Lustigen Blätter“, Berlin 1915.
- Das Morse-Alphabet: Anleitung zum raschen Erlernen sämtlicher Morse-Zeichen; für Schul-Zwecke und Selbst-Unterricht. Springer, Berlin 1915 (Digitalisat).
- Eiserner Frühling: Ernstes und Frohes aus der Weltkriegszeit. Concordia, Berlin 1915.
- Hoch die Herzen! Kriegsgedichte 1914/1915. Concordia, Berlin 1915.
- Maruschka Braut gelibbtes – Briefe aus Debberitz. Illustriert von Walter Trier, 2 Bde. Verlag der „Lustigen Blätter“ Berlin 1915–1916.
- Spiel-Buch fürs Feld. Stoff und Anleitung zu gutem Zeitvertreib. Oehmigke, Berlin 1915 (Digitalisat).
- Löhnungs-Appell! oder „Woher kommen Deine 5 Mark 30?“. Ein heiteres Fragewort mit lustiger Antwort an alle schwarzweißroten Feldgrauen. Berlin.
- Feldgraue Humoresken. Reclam, Leipzig 1916.

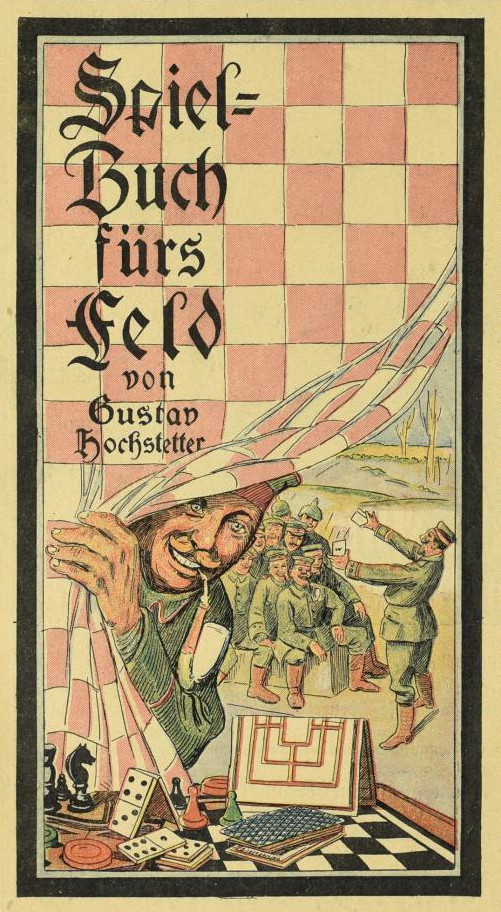
Spielbuch fürs Feld (1915), Cover von Wilhelm Adolph Wellner

- Spielbuch fürs Feld (1915), Cover von Wilhelm Adolph WellnerDas Buch der Liebe. Liebenswürdiges und Verliebtes von zeitgenössischen Autoren. Eysler, Berlin 1916.
- Lachende Geschichten. Eysler, Berlin 1917 (Tornister-Humor; 42).
- Der feldgraue Büchmann. Geflügelte Kraftworte aus der Soldatensprache. Illustriert von Hermann Rombach. Verlag der „Lustigen Blätter“, Berlin 1916 (Digitalisat).
- Hexchen. Humoresken. Illustriert von Gino von Finetti. Verlag der „Lustigen Blätter“, Berlin 1918.
- Hrsg.: Das lustige Hundebuch: 1000 Vergnüglichkeiten in Wort und Bild aus Hundeseele und Hundeleben. Eysler, Berlin 1919.
- Venus in Seide – Ein neues Liebesbrevier. Illustriert von Lotte Reiniger, Eysler, Berlin 1919.
- Lachendes Blond. Ein Brevier der Lebensfreude. Mit reichem, künstlerischem Buchschmuck von Carl Firzlaff. Basch, Berlin-Wilmersdorf 1921.
- Reisen durch's neue Deutschland: Aus den Notizen eines Schnellturisten. Basch, Berlin-Wilhelmsdorf 1921.
- Hrsg.: Der Musen-Kinderwagen: 1000 Vortragsschlager. Neufeld und Henius, Berlin 1922.
- Miss Rockefeller filmt. Drehbuch, 1922.
- Lustiges aus dem Hundeleben und andere heitere Rundfunk-Vorträge. Günther Knüppel & Haeseler, Beeskow i. Mark 1925.
- Berlin – Berlin! Musik von Harry Hauptmann; Worte von Gustav Hochstetter. B. Schott's Söhne, Mainz ca. 1927.
- Das Reich der Liebe. Roman. Pieskow 1928.
- Der rasende Junggesell. Roman, Bibliotheks-Gesellschaft, Pieskow 1928.
- Ein bißchen Freude. Vorträge für Damen und Herren. Thomas, Leipzig 1930.
- Wir waren alle verrückt. Ein Mädchen-Roman aus der Billionenzeit. Verlag Theodor Thomas, Leipzig 1930.
- Leute machen Kleider: Roman vom Hausvogteiplatz. Bibliotheks-Gesellschaft, Berlin 1932.
- Der Nasenprofessor: Schwank in 3 Akten. Verband Deutscher Bühnenschriftsteller und Bühnenkomponisten, Berlin 1932.